# Daniel K. Inouye Solar Telescope
Il Daniel K. Inouye Solar Telescope (DKIST), precedentemente noto come Advanced Technology Solar Telescope, è un telescopio solare in costruzione nell'osservatorio di Haleakala alle Hawaii, in costruzione dal 2013 e con il termine previsto nel 2019. Operato dalla Association of Universities for Research in Astronomy, collaborazione tra numerosi istituti. Dispone di un grande specchio primario del diametro di oltre 4 m, arrivato nell'agosto 2017, che lo ha reso il più grande telescopio solare al mondo. Le prime immagini test sono state effettuate a gennaio 2020 mentre le operazioni scientifiche sono previste per luglio.

## Caratteristiche tecniche

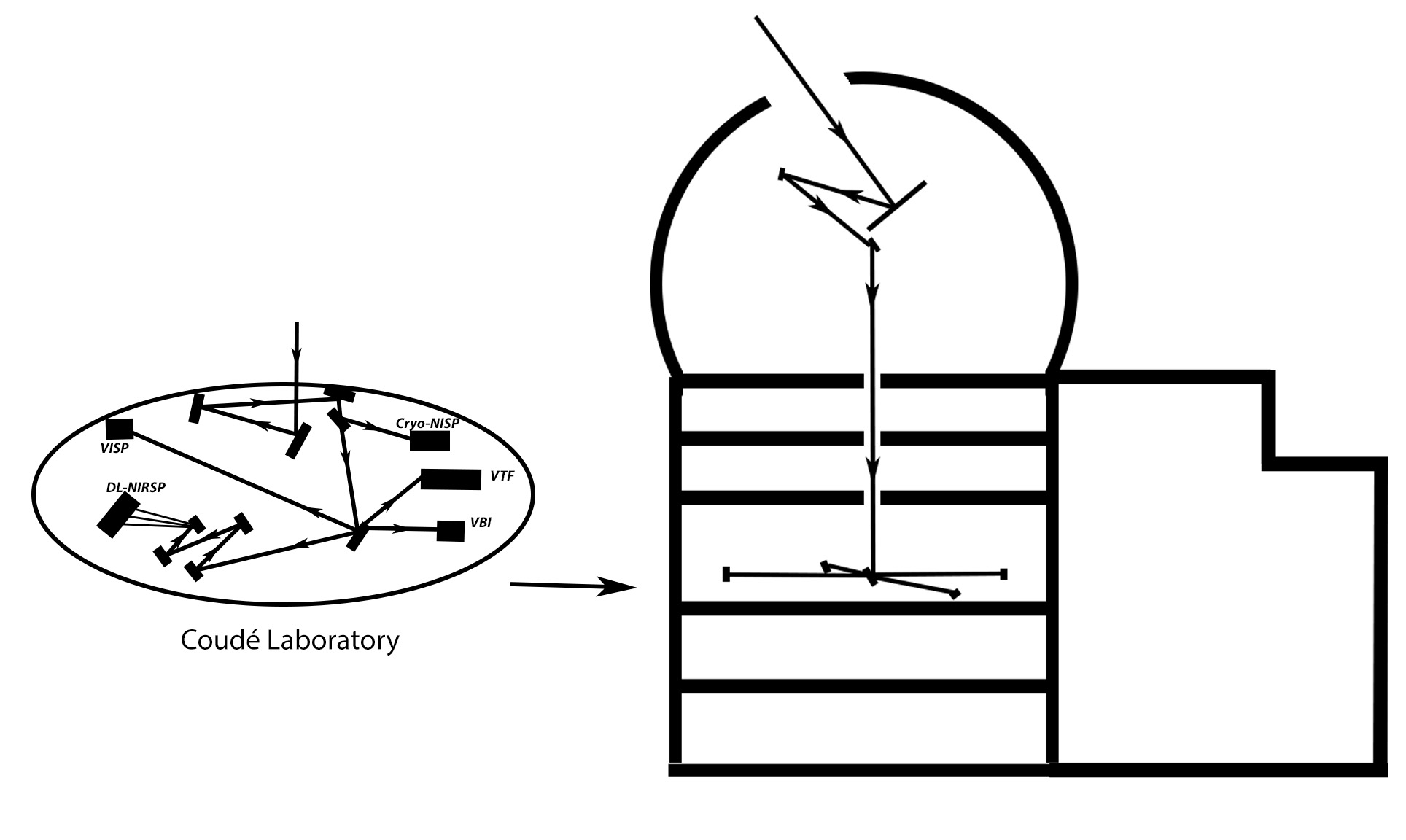
Schema del telescopio

Il telescopio è caratterizzato da uno specchio primario del diametro di 4 m con una superficie riflettente sette volte più estesa rispetto al precedente telescopio solare più grande (McMath-Pierce). Ciò consente al telescopio di produrre immagini della superficie solare con una risoluzione mai raggiunta prima. Dalla Terra (a 150 milioni di chilometri di distanza) si sono riusciti a osservare nel dettaglio i granuli sulla fotosfera prodotti dai flussi di plasma convettivi. Si prevede che l'Inouye Solar Telescope fornirà mappe del campo magnetico nella corona, che influisce sulle emissioni di vento solare, migliorando di conseguenza le capacità di previsione dello space weather. Durante le osservazioni, però, si va incontro a 13 kW di luce, che generano un'enorme quantità di calore. Per far fronte a ciò il telescopio dispone di un complesso sistema di raffreddamento, costituito da oltre 10 km di tubature, all'interno delle quali circola un liquido raffreddato continuamente tramite del ghiaccio ottenuto durante la notte. Inoltre la luce convogliata nel fuoco dello specchio viene in buona parte assorbita da un cosiddetto anello heat-stop, lasciando passare solo una porzione del disco solare nelle ottiche successive. Per stabilizzare la temperatura è stata studiata anche la cupola, ricoperta da sottili piastre isolanti e aperta da delle persiane in modo da far circolare l'aria. Nell'osservazione lo specchio dispone di un'ottica adattiva che permette di rimediare alla sfocatura causata dall'atmosfera, mentre uno schema ottico fuori asse consente di minimizzare la luce diffusa e osservare meglio la corona solare, che nell'intervallo visibile e vicino infrarosso è circa 10000 volte più tenue della luce del disco.

### Strumentazione

Foto scattata sui granuli della fotosfera

Per osservare le varie regioni spettrali che vanno dalla fotosfera alla corona, il telescopio è in grado di operare in un intervallo di lunghezze d'onda comprese tra 0,3 e 35 μm. A ciò si aggiungono una risoluzione di 0,1 arcsec e degli strumenti a infrarossi, che consentono di osservare le più fredde aree della cromosfera o delle macchie solari. Il campo visivo, invece, si estende per 5 arcmin, contribuendo allo studio delle protuberanze solari. Il telescopio dispone di una combinazione di strumenti all'avanguardia con capacità di ripresa e spettro-polarimetriche e con la possibilità di operare insieme o in parallelo. Sono posti nel cosiddetto "coudé laboratory" su un piano rotante al di sotto della cupola.
- Visible Spectro Polarimeter (ViSP): è uno spettrografo che espande la luce in entrata nel suo spettro lungo tre lunghezze d'onda, misurando dettagliatamente anche lo stato di polarizzazione della luce, fondamentale per comprendere i campi magnetici del Sole. Un'altra applicazione riguarda l'analisi della polarizzazione delle linee di spettro nei brillamenti, ricavando informazioni su protoni ed elettroni dentro di essi.
- Visible Broadband Imager (VBI): è costituito da due telecamere nel visibile per ottenere immagini ad altissima risoluzione della superficie del Sole. Le telecamere posso anche essere sincronizzate per studiare la propagazione delle onde attraverso l'atmosfera solare. Per acquisire i dati a una singola lunghezza d'onda il VBI impiega dai 3 ai 30 s, a seconda del campo visivo. È progettato per operare nello specifico intervallo di lunghezze d'onda comprese tra i 390 e i 860 nm. Per migliorare ulteriormente la qualità delle immagini, all'ottica adattiva dello specchio primario aggiunge la capacità di ricostruire l'immagine.
- Visible Tunable Filter (VTF): spettrografo ad altissima risoluzione che mantiene la simultaneità nello spazio del campo visivo, al contrario delle informazioni sullo spettro, che vengono acquisite in sequenza. Ciò consente di studiare i cambiamenti dell'atmosfera solare nel corso del tempo, oltre al suo campo magnetico. Lo strumento fornisce spettroscopia a osservazione rapida, polarimetria e fotometria accurata.
- Diffraction Limited Near Infrared Spectro-polarimeter (DL-NIRSP): sfrutta le fibre ottiche per raccogliere i dati spettrali in un'immagine bidimensionale, al contrario degli altri spettro-polarimetri, permettendo di misurare contemporaneamente dati nello spazio e nello spettro. Lo scopo del DL-NIRSP è fornire simultaneità senza precedenti nei vari campi di ricerca.
- Cryogenic Near Infrared Spectro-polarimeter (Cryo-NIRSP): è uno spettro-polarimetro criogenico progettato per studiare l'atmosfera solare negli infrarossi, motivo per cui richiede di essere raffreddato a circa 70 K. Grazie alle capacità polarimetriche può misurare i campi magnetici della corona solare con prestazioni senza precedenti.
- Facility Instrument Distribution Optics (FIDO): è un sistema che facilita l'uso simultaneo di più strumenti nella stessa gamma spettrale. È costituito da una serie di specchi, finestre e beam splitter all'interno del "coudé laboratory", mantenendo una buona flessibilità nell'impiego.